# Jean-Paul Le Bris
Pour les articles homonymes, voir le Bris.
Jean-Paul Le Bris (né le 23 octobre 1958 à Morsang-sur-Orge) est un coureur cycliste professionnel français.

## Palmarès

### Amateur
- 1975-1980
  - 1975-1980 : 15 victoires
- 1979
  - Classement des grimpeurs et 2e étape de la Route de France
  - 2e du Tour d'Auvergne
  - 4e de Paris-Dreux
  - 5e de Paris-Troyes
  - 7e de la Route de France
- 1980
  - Paris-Rouen
  - Classement des grimpeurs du Tour de Yougoslavie
  - Classement des grimpeurs de l'Étoile des Espoirs
  - 4e du Prix Franco-Belge
  - 7e de la Route de France

### Professionnel
- 1981
  - 6e du Grand Prix de Plumelec
  - 10e du Tour de Vendée
- 1982
  - 2e du Grand Prix de la côte normande
  - 7e du Tour d'Armorique
- 1983
  - 5e du Tour du Haut-Var